# Näsfjället
Näsfjället är ett fjäll och en vintersportanläggning belägna c:a 40 km norr om Sälen i Dalarna och c:a 10 km väst om Sörsjön. Anläggningen ligger mellan Näsfjällets naturreservat och Fulufjällets nationalpark. Toppen ligger på 904 meter över havet. Här finns stugby, camping, restaurang och tankstation för snöskotrar och andra fordon. 
De övriga skidområdena i Sälen är Kläppen, Lindvallen, Högfjället, Tandådalen, Hundfjället och Stöten.